# Animação portuguesa
Animação portuguesa é uma animação criada em Portugal ou por animadores portugueses.

## História
Em 2013, a curta-metragem Kali, o Pequeno Vampiro ganhou o prémio de Melhor Curta de Animação no Prémios Sophia de 2013 . Em 2014, O gigante foi indicado para Melhor Curta de Animação no 28º Prémio Goya.

## Animadores
- João Fazenda
- Abi Feijó
- Isabel Aboim Inglez
- Regina Pessoa
- Cláudio Sá
- Nicolás Isasi

## Prémios
- Prémios Sophia da Academia Portuguesa de Cinema

## Festivais
- Cinanima
- Monstra

## Obras
- O Sonho de uma Noite de São João
- Até ao Tecto do Mundo[2]
- Do céu e da terra
- História Trágica com Final Feliz
- Kali, o Pequeno Vampiro
- Lágrimas de um palhaço
- Sem querer
- Nutri Ventures – A Busca pelos 7 Reinos
- O gigante